# Dobriša Cesarić
Dobriša Cesarić (Požega, 10. siječnja 1902. – Zagreb, 18. prosinca 1980.), bio je hrvatski pjesnik i prevoditelj.

## Životopis
Dobriša Cesarić rođen je u Požegi 10. siječnja 1902. godine. Rodio se u obitelji Đure Cesarića (1868. – 1919.), šumarskog inženjera (županijski šumarski nadzornik) i majke Marije Cesarić, rođene Marković (1873. – 1956.). Djetinjstvo provodi u Osijeku gdje završava osnovnu školu i dva niža razreda gimnazije. Tijekom Prvoga svjetskog rata 1916. godine došao je u Zagreb, gdje je završio gimnaziju, a nakon mature 1920. godine upisuje pravo, a nakon godinu dana filozofiju.
Od 1924. do 1926. godine radi u arhivu HNK u Zagrebu, a od 1929. do 1941. godine kao knjižničar u Higijenskom zavodu i lektor u Školi narodnoga zdravlja. Nakon uspostave NDH radi u Ministarstvu narodne prosvjete i to u Uredu za hrvatski jezik a nakon Drugoga svjetskog rata radi u Nakladnom zavodu Hrvatske te kao urednik u izdavačkom poduzeću Zora. Bio je redoviti član HAZU-a (Razred za književnost) od 1951. godine te 1962. predsjednik Društva književnika Hrvatske.
Cesarić je živio skromno i samozatajno. U jednome je periodu života obolio od alkoholizma, a ponavljale su mu se i suicidalne misli. Nekoliko je puta pokušao samoubojstvo, a o jednom takvom događaju koji se zbio 1931. piše i Miroslav Krleža, s kojim se Cesarić upoznao u ljeto 1923. godine. Nesklon javnim istupima, rijetko je javno recitirao svoje pjesme i davao intervjue, smatrajući kako je sve što je imao reći rekao u svojim pjesmama.
Dobriša Cesarić, jedan od najvećih hrvatskih pjesnika svih vremena, umro je u Zagrebu 18. prosinca 1980. godine. Pokopan je na zagrebačkome groblju Mirogoju.

## Književno stvaralaštvo
U književnosti se prvi put, kao četrnaestogodišnjak, pojavio 1916. godine pjesmom „I ja ljubim...” koja je objavljena u zagrebačkom omladinskom listu Pobratim:

I ja ljubim...

I ja ljubim premaljeće

i pjev skladni slavuj-ptice,

i ja ljubim rosno cvijeće

i pošteno ljudsko lice.

Ljubim svijet taj, pun divota,

sunce ono, što mu sine,

al ko prvu svih milota,

ljubim grudu domovine.
Prvu zbirku pjesama Lirika objavljuje 1931. godine i za nju dobiva nagradu Jugoslavenske akademije. Surađuje u mnogim listovima i književnim časopisima, kao što su: Pobratim, Književna republika, Savremenik, Kritika, Hrvatska revija, Vienac... Objavljuje književne prikaze.
Pjesničko djelo Dobriše Cesarića sadrži desetak knjiga pjesama i prepjeva.
Dobriša Cesarić ušao je u talijansku antologiju svjetske lirike "Poeti del mondo", te u njemačku antologiju suvremene europske lirike a njegove pjesme prevedene su na mnoge svjetske jezike.
Dobitnik je književne nagrade Vladimir Nazor 1964. godine i Goranovog vijenca 1976. godine.

### Stil
Njegove pjesme su izraz izvornog doživljaja, nisu nastale nekim verbalnim oponašanjem unaprijed postavljene stereotipne forme. Njegove pjesme prirodno teku. Pa čak i kad, naoko, izgledaju „sklepane”, iza njih stoji misao, ideja, nisu slijed slučajnosti već unutrašnjih misaonih slika, izljev iskrenih emocija.
Može se reći da Cesarićeva lirika ima još jednu osobinu koja se čini ne samo rijetkom nego i usamljenom u poeziji prošlog stoljeća na našim prostorima. To su povremeni, ali veoma uvjerljivi pjesnikovi pokušaji da se ponovo oživi radost i u sferi umjetnosti iz koje je, kao neki nedostojni motiv, odavno potisnuta. Karakteristično je da se ovakve ideje obično pojavljuju u pjesnikovim motivima predvečerja i noći - u ambijentima u kojima je kod drugih pjesnika stvarana najtamnija poezija. Mnoge Cesarićeve strofe iz zamračenog pejzaža velegrada niču pred našim očima kao neki flouroscentni cvjetovi („U suton”, „Slavlje večeri” itd.).
Među velikim hrvatskim liričarima, Cesarić je jedan od onih koji je vjerojatno napisao i najmanje. Za više od pola vijeka napisao je svega stotinjak pjesama od kojih rijetko koja prelazi na sljedeću stranicu. Svi su izgledi da je mnogo „suza i riječi” ostalo sakriveno u Cesariću, sakriveno od ostalog svijeta, da je pjesma „Sakriveni bol” pjesma o njemu samom.

#### Arhaizmi i nekrotizmi
Cesarić je poznat po uporabi zastarjelih riječi (arhaizama), regionalizama i svojih riječi – nekrotizama. Primjeri takvih riječi uključuju njino (njezino), ženstvo (ženstvenost), trenut (trenutak), probdita (probdjevena), dalja (daljina), sjen (sjena), pismena (slovo), uglar (čovjek koji stoji na uglu ulice) i tako dalje. Te riječi uglavnom nisu izlazile iz unutarnjeg poetskog okvira Cesarićeve poezije.

### Prevoditeljski rad
Prevodio je djela s njemačkog, ruskog, talijanskog, bugarskog i mađarskog jezika.

## Djela
- Lirika, Zagreb, 1931.
- Spasena svjetla, Zagreb, 1938.
- Izabrani stihovi, Zagreb, 1942.
- Pjesme, Zagreb, 1951.
- Knjiga prepjeva, Zagreb 1951.
- Osvijetljeni put, Zagreb, 1953.
- Tri pjesme, Zagreb, 1955.
- Goli časovi, Novi Sad, 1956.
- Proljeće koje nije moje, Zagreb, 1957.
- Izabrane pjesme, Zagreb, 1960.
- Poezija, Skoplje, 1965.
- Moj prijatelju, Zagreb, 1966.
- Slap, izabrane pjesme, Zagreb, 1970.
- Svjetla za daljine, Beograd, 1975.
- Izabrana lirika, Beograd, 1975.
- Izabrane pjesme i prepjevi, Sarajevo, 1975.
- Pjesme. Memoarska proza, Zagreb, 1976. (Pet stoljeća hrvatske književnosti, knj. 113.)[12]
- Voćka poslije kiše, Zagreb, 1978.

### Posmrtno
- Spasena svjetla, Zagreb, 1985.
- Srebrna zrnca u pjesniku, Zagreb, 1985.
- Balada iz predgrađa, Zagreb, 1992.
- Povratak, Zagreb, 1995.
- Kadikad, Zagreb, 1997.
- Dobriša Cesarić. Pjesme., ABC naklada, Zagreb, 2007.
- Izabrana djela, (prir. Vinko Brešić), 2. dopunjeno izd., Matica hrvatska, Zagreb, 2008.

## Nagrade i priznanja
- 1931. – Nagrada JAZU za zbirku pjesama Lirika[3]
- 1960. – Zmajeva nagrada
- 1964. – Godišnja nagrada Vladimir Nazor
- 1968. – Nagrada Vladimir Nazor za životno djelo
- 1976. – Nagrada Goranov vijenac

## Spomen
- U Požegi se od 2003. godine održavaju Dani Dobriše Cesarića, na kojima se dodjeljuje hrvatska pjesnička nagrada koja nosi njegovo ime, nagrada Dobriša Cesarić.
- U Osijeku je 2011. godine prigodom aktivnosti Hrvatske akademije znanosti i umjetnosti osječkoga Zavoda, u godini 150. obljetnice Hrvatske akademije znanosti i umjetnosti, na osječkom Filozofskom fakultetu, upriličena svečana akademija posvećena liku i djelu akademika Dobriše Cesarića.[13]